# Schwartz (Familienname)

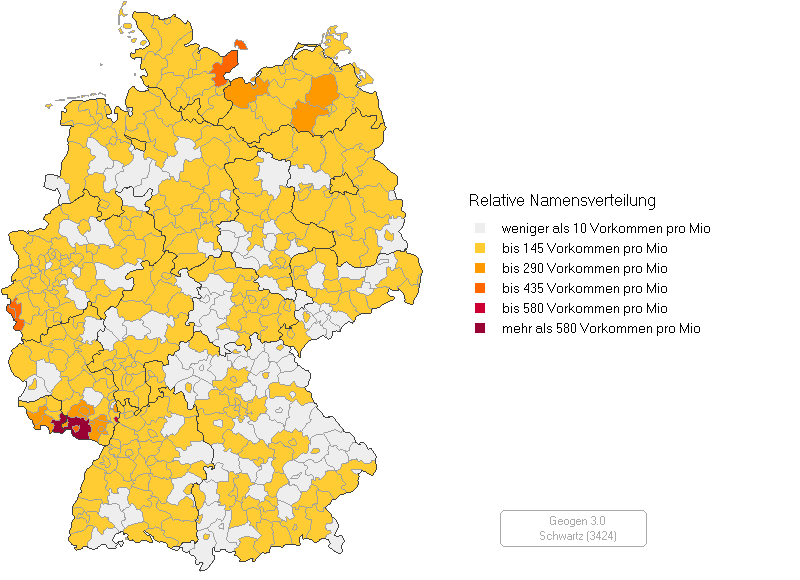
Relative Häufigkeit des Familiennamens Schwartz in Deutschland (Stand: Mai 2010)

Schwartz ist ein Familienname. Er ist eine Nebenform des Familiennamens Schwarz.

## Künstlername
- Schwartz (* 1981), deutscher Rapper

## Namensträger

### A
- Abe Schwartz (1881–1963), US-amerikanischer Komponist, Klezmer-Musiker, Geiger, Pianist und Orchesterleiter
- Adam Hinrich Schwartz (1678–1762), deutschbaltischer Bürgermeister von Riga
- Adelheit Sibylla Schwartz (1656–1703), deutsche radikale Pietistin
- Adolf Schwartz (Unternehmer, 1865) (1865–1915), US-amerikanischer Fabrikant österreichischer Herkunft
- Adolf Schwartz (Unternehmer, 1866) (1866–1941), US-amerikanischer Unternehmer österreichisch-ungarischer Herkunft
- Albert Schwartz (Schwimmer) (1907–1986), US-amerikanischer Schwimmer
- Albert Schwartz (Zoologe) (1923–1992), US-amerikanischer Zoologe
- Albert Schwartz von Rhönstedt (1845–1914), österreichischer Generalmajor
- Albert Fredrich Schwartz (1905–1984),  deutscher SS-Hauptsturmführer
- Albert Georg Schwartz (1687–1755), deutscher Philosoph, Historiker und Hochschullehrer
- Alexander Schwartz (?–1911), österreichischer Buchdrucker und Verleger
- Alexandra Schwartz (Kunsthistorikerin) (* 1972), US-amerikanische Kunsthistorikerin und Museumskuratorin
- Alexandra Schwartz (Mathematikerin) (* 1985), deutsche Mathematikerin und Hochschullehrerin
- Alexandru Schwartz (1909–1994), rumänischer Fußballspieler
- Alfons Paoli Schwartz (1886–nach 1935), deutscher Kriegsgefangener
- Alfred Schwartz (auch Alfred Schwarz; 1833–1909), deutscher Maler
- Alfred von Schwartz (Alfred Schwartz de Meggyes; ?–1929), ungarndeutscher Kunstsammler und Kunsthistoriker
- Alfred Koechlin-Schwartz (1829–1895), französischer Unternehmer und Zeichner
- Allyson Schwartz (* 1948), US-amerikanische Politikerin
- Alma Schwartz (1941–2010), US-amerikanische Tänzerin, Sängerin und Yogalehrerin, siehe Alma Yoray
- Alois Schwartz (* 1967), deutscher Fußballspieler und -trainer
- Anna J. Schwartz (1915–2012), US-amerikanische Ökonomin
- Anthony Schwartz (* 2000), US-amerikanischer American-Football-Spieler
- Anton Schwartz (General) (1785–1856), badischer Generalmajor
- Anton Maria Schwartz (1852–1929), österreichischer Priester, Gründer der Kalasantiner
- Arnold Schwartz (* 1937), deutscher Mikrobiologe und Hochschullehrer für Enzymologie
- Arthur Schwartz (1900–1984), US-amerikanischer Komponist
- August Schwartz (1837–1904), deutscher Drucker, Buchhändler und Ansichtskartenerfinder

### B
- Barbara Schwartz (* 1979), österreichische Tennisspielerin
- Barry Schwartz (* 1946), US-amerikanischer Psychologe
- Ben Schwartz (* 1981), US-amerikanischer Schauspieler
- Benjamin Schwartz (Linguist) (1905–1981), US-amerikanischer Linguist
- Benjamin Isadore Schwartz (1916–1999), US-amerikanischer Politikwissenschaftler und Sinologe
- Bernard Schwartz (Filmproduzent) (1917–2003), US-amerikanischer Filmproduzent
- Bernard Schwartz, Geburtsname von Tony Curtis (1925–2010), US-amerikanischer Filmschauspieler, Maler, Autor und Künstler
- Bernd Schwartz (* 1947), deutscher Wirtschaftsmathematiker und Hochschullehrer
- Bernhard Schwartz (1754–1826), deutscher Unternehmer und Firmengründer
- Bobby Schwartz (Motorsportler) (* 1956), US-amerikanischer Speedwayfahrer
- Bobby Schwartz (Produzent) (* 1975), US-amerikanischer Filmproduzent
- Bruno Schwartz (1939–2004), Schweizer Maler und Zeichner
- Buky Schwartz (1932–2009), israelischer Bildhauer und Videokünstler

### C
- Carl E. Schwartz (1935–2014), US-amerikanischer Maler
- Caspar Schwartz (≈1595–1647), deutscher Theologe und Kalendermacher
- Catharina Schwartz (1837–nach 1870), deutsche Malerin
- Christian Schwartz (Maler) (1645–1684), deutscher Maler und Vizeweinmeister
- Christian von Schwartz (1878–1944), deutscher Jurist und Verwaltungsbeamter
- Christian Schwartz (Schriftgestalter) (* 1977), US-amerikanischer Schriftgestalter
- Christian David Schwartz (* 1972), mexikanischer Kunstmaler, tätig in Deutschland
- Christian Friedrich Schwartz (1726–1798), deutscher Missionar
- Christoph Schwartz (≈1548–1592), deutscher Maler
- Claudia Schwartz (* 1963), Schweizer Journalistin und Autorin

### D
- Daniel Schwartz (Statistiker) (1917–2009), französischer Biostatistiker
- Daniel Schwartz (Fotograf) (* 1955), Schweizer Fotograf
- Daniel Schwartz (Manager) (* 1981), US-amerikanischer Manager
- Daniel R. Schwartz (* 1952), israelisch-US-amerikanischer Historiker und Hochschullehrer
- David Schwartz (Geiger) (1916–2013), US-amerikanischer Geiger
- David Schwartz (Komponist), US-amerikanischer Komponist
- David J. Schwartz (Schriftsteller, 1927) (1927–1987), US-amerikanischer Autor von Ratgeberliteratur
- David J. Schwartz (Schriftsteller, 1970) (* 1970), US-amerikanischer Science-Fiction- und Fantasy-Autor
- Delmore Schwartz (1913–1966), US-amerikanischer Dichter
- Dorothea Schwartz-Porsche (* 1936), deutsche Tierärztin, Endokrinologin und Hochschullehrerin

### E
- Ebbe Schwartz (1901–1964), dänischer Sportfunktionär
- Eduard Schwartz (1858–1940), deutscher Klassischer Philologe und Wissenschaftsorganisator
- Eduard von Schwartz-Meiller (1809–1902), österreichischer Feldmarschallleutnant
- Edward Schwartz (1906–2005), US-amerikanischer Fotograf
- Ekkehard Schwartz (1926–2005), deutscher Forstwissenschaftler
- Elek Schwartz (1908–2000), niederländischer Fußballtrainer
- Elemér Schwartz (1890–1962), ungarischer Sprachwissenschaftler und Hochschullehrer
- Emil Schwartz (1880–1971), deutscher Jurist, Mitglied des Brandenburgischen Provinziallandtags und Heimatforscher
- Eric Schwartz (* 1976), US-amerikanischer Komponist, Pianist und Musikpädagoge
- Erich Schwartz (* 1937), deutscher Biologe, Zoologe und Hochschullehrer
- Ernst von Schwartz (1849–1912), deutscher Gewerberat und Mitbegründer des Verbandes der Tierschutzvereine des Deutschen Reiches
- Ernst Schwartz (Architekt) (um 1852–1922), deutscher Architekt und Eisenbahnbeamter
- Ernst Schwartz (Maler) (1883–1932), deutscher Maler und Grafiker
- Erwin Schwartz (1916–2003), deutscher Pädagoge und Hochschullehrer
- Eugen Schwartz (1871–1940), russischer/baltendeutscher Speditionsunternehmer und Wirtschaftsfunktionär

### F
- F. Albert Schwartz (1836–1906), deutscher Fotograf
- Felice Schwartz (1925–1996), US-amerikanische Autorin, Rechtsanwältin und Feministin
- Ferdinand von Schwartz (Kaufmann, 1774) (1774–1835), deutscher Kaufmann und Senator in Hamburg
- Ferdinand von Schwartz (Kaufmann, 1813) (1813–1883), deutscher Kaufmann und Bankier
- Ferdinand Schwartz (1900–1978), österreichisch-deutscher Schriftsteller, siehe Gerhard Aichinger
- Ferdinand Schwartz (Fußballspieler) (* 1963), deutscher Fußballspieler
- Fiona Schwartz (* 1972), deutsche Schauspielerin, siehe Fiona Coors
- Francis Schwartz (* 1940), US-amerikanischer Komponist und Pianist
- Frank Schwartz (1856–1919), österreichischer Opernsänger (Bariton), siehe Franz Schwarz (Sänger)
- Frans Schwartz (1850–1917), dänischer Maler
- Franz von Schwartz (1839–1907), preußischer Jurist und Regierungspräsident in den Hohenzollernschen Landen
- Franz Schwartz (1864–1901), deutscher Archivar und Bibliothekar
- Frederic Schwartz (1951–2014), US-amerikanischer Architekt
- Friedrich von Schwartz (1798–1892), preußischer Generalleutnant
- Friedrich Schwartz (Bankier) (1861–1928), deutscher Bankier
- Friedrich Schwartz (Gärtner) (1883–nach 1921), deutscher Gärtner und Gartenbauinspektor
- Friedrich Schwartz (Verleger) († 1943), deutscher Verleger
- Friedrich August Schwartz (1816–1892), deutscher Politiker
- Friedrich Wilhelm Schwartz (1943–2024), deutscher Mediziner
- Fritz Schwartz (Verleger) (1856–1914), deutscher Kunsthistoriker und Kunstverleger
- Fritz Schwartz (Grafiker) (1898–1981), deutscher Grafiker und Illustrator

### G
- Gary Schwartz (* 1940), US-amerikanisch-niederländischer Kunsthistoriker
- Geoff Schwartz (* 1986), US-amerikanischer American-Football-Spieler
- Georg Schwartz (1530–1602), deutscher lutherischer Theologe und Geistlicher, siehe Georg Nigrinus der Ältere
- Georg Schwartz († 1628), deutscher evangelischer Theologe, siehe Georg Nigrinus der Jüngere
- Georg Schwartz (Kaufmann) (1878–1942), deutscher Kaufmann
- Georg Caleb Schwartz (vor 1724–1806), Schweizer Richter und Politiker, Bürgermeister von Chur
- Georges Schwartz (1911–1994), französischer Automobilrennfahrer
- Gesa Schwartz (* 1980), deutsche Schriftstellerin
- Gisela Schwartz, deutsche Schauspielerin
- Gregor Schwartz-Bostunitsch (1883 – n. 1945), deutscher Autor und SS-Standartenführer
- Günter Schwartz (* 1930), deutscher Heimatforscher und Chronist
- Gustaf Magnus Schwartz (Gustav Magnus Schwartz; 1783–1858), finnisch-schwedischer Physiker, Erfinder, Schriftsteller und Bibliophiler
- Gustav Schwartz (Architekt) (1847–1910), deutscher Architekt und Baubeamter
- Gustav Schwartz (Politiker) (1860–1909), deutscher Rittergutsbesitzer und Politiker, MdL Preußen
- Gustav Schwartz (Jurist) (1894–nach 1972), deutscher Anwalt und Fachautor
- Gustav Schwartz von Mohrenstern (auch Gustav Schwarz von Mohrenstern; 1809–1890), österreichischer Paläontologe, Zoologe und Grafiker

### H
- Hans Schwartz (Fußballspieler, 1911) (1911–nach 1951), deutscher Fußballspieler (Arminia Bielefeld)
- Hans Schwartz (Fußballspieler, 1913) (1913–1991), deutscher Fußballspieler (Victoria Hamburg)
- Hans-Dieter Schwartz (1941–2015), deutscher Boxer
- Hans-Georg Schwartz (1935–2016), deutscher Architekt
- Harald Schwartz (* 1969), deutscher Rechtsanwalt und Politiker (CSU), MdL
- Heiko Schwartz (1911–1973), deutscher Schwimmer und Wasserballspieler
- Heinrich Schwartz (Braumeister) (1833–1899), deutscher Braumeister
- Heinrich Schwartz (Pianist) (1861–1924), deutscher Pianist
- Heinrich Schwartz (Verleger) (1875–nach 1949), österreichischer Verleger
- Heinrich Wilhelm von Schwartz (1763–1832), deutscher Kaufmann, kgl. preuß. Kommerzienrat und Generalkonsul
- Helmut Schwartz (1937–2007), deutscher Politiker (CDU)
- Henry H. Schwartz (1869–1955), US-amerikanischer Politiker
- Herman Schwartz (Rechtswissenschaftler) (* 1931), US-amerikanischer Rechtswissenschaftler
- Herman M. Schwartz (* 1958), US-amerikanischer Politikwissenschaftler
- Hermann Schwartz (Geistlicher) (1706–1760), deutscher Militärgeistlicher, Pfarrer und Prediger
- Hermann Schwartz (Mediziner) (1821–1890), deutscher Gynäkologe und Hochschullehrer
- Hermann Schwartz (Jurist) (1856–1919), deutscher Jurist und Richter
- Hermann Schwartz (Radsportfunktionär) (1902–1953), deutscher Radsportfunktionär
- Howard Schwartz (1919–1990), US-amerikanischer Kameramann
- Howard Schwartz (Autor) (* 1945), US-amerikanischer Autor und Herausgeber
- Hubertus Schwartz (1883–1966), deutscher Jurist und Politiker

### I
- Isaak Schwartz (1923–2009), russischer Komponist, siehe Isaak Iossifowitsch Schwarz
- Isadore Schwartz (1900–1988), US-amerikanischer Boxer
- Ise Schwartz (* 1942), deutsche Künstlerin

### J
- Jacob T. Schwartz (1930–2009), US-amerikanischer Mathematiker und Informatiker
- Jaden Schwartz (* 1992), kanadischer Eishockeyspieler
- Jakob Heinrich Hermann Schwartz (1821–1890), deutscher Gynäkologe, siehe Hermann Schwartz (Mediziner)
- Jacques Schwartz (1914–1992), französischer Papyrologe
- Jacques-Fernand Schwartz (1889–1960), französischer Berufssoldat
- Jean Schwartz (1878–1956), US-amerikanischer Songwriter und Komponist
- Jeffrey H. Schwartz (* 1948), US-amerikanischer Paläoanthropologe
- Jennifer Lippincott-Schwartz (* 1952), US-amerikanische Biologin
- Jeremias Schwartz (≈1555–1621), deutscher Bildhauer
- Jim Schwartz (* 1966), US-amerikanischer American-Football-Trainer
- Joachimus Schwartz (1686–1759), deutscher Rechtswissenschaftler
- Joe Schwartz (1913–2013), US-amerikanischer Fotograf
- Johann Schwartz (Jurist) (1561–1630), deutscher Jurist und Politiker, Bürgermeister von Parchim
- Johann Christian August Schwartz (1756–1814), deutscher Maler
- Johann Christoph Schwartz (Schriftsteller) (auch Johann Christoph Schwarz; 1709–1781/1783), deutscher Jurist, Schriftsteller und Übersetzer
- Johann Christoph Schwartz (Rechtshistoriker) (1722–1804), deutschbaltischer Rechtsgelehrter, Diplomatiker und Politiker, Bürgermeister von Riga
- Johann Christoph Schwartz (Jurist, 1846) (1846–1915), deutscher Jurist
- Johann Georg Schwartz († 1635), deutscher Pfarrer und Theologe, siehe Johann Georg Nigrinus
- Johann Heinrich Schwartz (1653–1707), deutscher Maler
- Johann Peter Schwartz (1721–1781), deutscher Theologe
- Johannes Schwartz (Politiker, I) (um 1558–1630), deutscher Politiker, Bürgermeister von Parchim
- Johannes Schwartz (Eremit) (Bruder Hans; 1657–1749), deutscher Eremit
- Johannes Schwartz (Politiker, II), deutscher Politiker (DNVP), Mitglied des Danziger Volkstages
- Johannes Schwartz (Fotograf) (* 1970), deutscher Fotograf
- John Schwartz (1793–1860), US-amerikanischer Politiker
- Jonathan Schwartz (Moderator) (* 1938), US-amerikanischer Hörfunkmoderator
- Jonathan Schwartz (Filmeditor), US-amerikanischer Filmeditor
- Jonathan Schwartz (Produzent, I), US-amerikanischer Filmproduzent
- Jonathan Schwartz (Produzent, 1982) (Jonathan Ira Schwartz; * 1982), kanadischer Filmproduzent
- Jonathan I. Schwartz (* 1965), US-amerikanischer Manager
- Josef Schwartz (1848–1933), deutscher Violinist, Komponist und Musikpädagoge
- Joseph Schwartz (1846–1885), französischer Rosenzüchter, siehe Schwartz (Rosenzüchterfamilie) #Joseph Schwartz
- Joseph Schwartz (Architekt) (1858–1927), US-amerikanischer Architekt
- Joseph Schwartz (Ingenieur) (* 1957), Schweizer Bauingenieur und Hochschullehrer
- Joseph J. Schwartz (Joseph Joshua Schwartz; 1899/1900–1975), deutscher Rabbiner und Sazialarbeiter
- Josh Schwartz (* 1976), US-amerikanischer Fernsehproduzent und Drehbuchautor
- Josua Schwartz (1632–1709), deutscher Theologe und Superintendent
- Judith Tydor Baumel-Schwartz (* 1959), israelische Neuzeithistorikerin
- Julia Schwartz (* 1963), US-amerikanisch-schweizerische Sängerin, Komponistin und Dirigentin
- Julie Schwartz (* 1960), US-amerikanische Rabbinerin, Militärseelsorgerin in der US Navy
- Julius Schwartz (1915–2004), US-amerikanischer Literaturagent und Herausgeber
- Julius August von Schwartz (1811–1883), deutscher Generalleutnant

### K
- Karl Schwartz (Historiker) (1809–1885), deutscher Gymnasialdirektor und Landeshistoriker
- Karl von Schwartz (Theologe, 1847) (1847–1923), deutscher lutherischer Theologe
- Karl von Schwartz (Gutsbesitzer) (1872–1947), deutscher Rittergutsbesitzer und Hofbeamter
- Karl von Schwartz (Theologe, 1873) (1873–1943), deutscher lutherischer Theologe, Braunschweiger Domprediger
- Karl Schwartz (NS-Opfer) (1893–1945), deutscher Bergmann, Betriebsrat und NS-Opfer
- Karl August von Schwartz (1715–1791), deutscher Generalleutnant

### L
- Ladis Schwartz (1920–1991), rumänischer Bildhauer
- Laurent Schwartz (1915–2002), französischer Mathematiker
- Leonard Schwartz (1913–2010), australischer Tennisspieler
- Leslie Schwartz (1930–2020), ungarisch-amerikanischer Überlebender des Holocaust
- Lillian Schwartz (1927–2024), US-amerikanische Künstlerin, Pionierin der Computerkunst
- Lionel Schwartz (* 1953), französischer Mathematiker
- Ludwig Schwartz (1785–1864), deutscher Textilfabrikant
- Lynne Sharon Schwartz (* 1939), US-amerikanische Schriftstellerin und Übersetzerin

### M
- Madalena Schwartz (1921–1993), jüdische ungarisch-brasilianische Fotografin
- Malene Schwartz (* 1936), dänische Schauspielerin
- Manuela Schwartz (* 1964), deutsche Musikwissenschaftlerin
- Marie Espérance von Schwartz (1818–1899), britische Reiseschriftstellerin und Biografin
- Marie-Hélène Schwartz (1913–2013), französische Mathematikerin
- Marie-Louise Schwartz, gen. Veuve Schwartz (1852–1938), französische Rosenzüchterin
- Marie Sophie Schwartz (1819–1894), schwedische Autorin
- Martha Schwartz (Widerstandshelferin) (1892–1939), Schweizer Kommunistin
- Martha Schwartz (Landschaftsarchitektin) (* 1950), US-amerikanische Landschaftsarchitektin und Hochschullehrerin
- Martin Schwartz (um 1450–1487), deutscher Söldnerführer
- Maurice Schwartz (1889–1960), US-amerikanischer Schauspieler und Theaterproduzent
- Max Schwartz (1877–nach 1936), deutscher Beamter und Schriftsteller
- Melvin Schwartz (1932–2006), US-amerikanischer Physiker
- Michael Schwartz (* 1963), deutscher Historiker
- Mitchell Schwartz (* 1989), US-amerikanischer American-Football-Spieler
- Moritz Wilhelm Paul Schwartz (1864–1919), deutsch-baltischer Pastor und Märtyrer
- Morrie Schwartz (1916–1995), US-amerikanischer Soziologe

### N
- Niels Schwartz (* 1950), deutscher Mathematiker und Hochschullehrer
- Noah Schwartz (* 1983), US-amerikanischer Pokerspieler
- Norman Schwartz (1927–1995), US-amerikanischer Musikproduzent und Konzertveranstalter
- Norton A. Schwartz (* 1951), US-amerikanischer Pilot und General

### O
- Oliver Schwartz (* 1968), deutscher Autor, Podcaster, Vortragsredner und Kommunikationsberater
- Olivier Schwartz (* 1963), französischer Comiczeichner
- Oskar Schwartz (1886–1943), deutscher Generalmajor
- Otto Schwartz (Schriftsteller) (1871–1940), deutscher Schriftsteller, Librettist, Komponist und Bühnendichter
- Otto Schwartz (Architekt) (1883–1951), deutscher Architekt und Regierungsbaurat

### P
- Paul Schwartz (Historiker) (1853–1940), deutscher Historiker
- Paul Schwartz (Geistlicher) (1878–1945), deutscher römisch-katholischer Geistlicher und Märtyrer
- Paul Schwartz (Politiker) (1904–1963), deutscher Politiker (KPD), MdR
- Paul Schwartz (Jurist) (1905–1977), Schweizer Jurist und Richter
- Paul Schwartz (Musiker) (* 1956), US-amerikanischer Musiker, Produzent und Komponist
- Pedro Schwartz (* 1935), spanischer Politiker, Rechtswissenschaftler und Ökonom
- Pepper Schwartz (* 1945), US-amerikanische Soziologin und Sexualwissenschaftlerin
- Perry Schwartz (1915–2001), US-amerikanischer American-Football-Spieler
- Peter Schwartz (1434–um 1484), deutscher Bekehrungsprediger, siehe Petrus Niger
- Peter Schwartz (Unternehmer) (1834–1904), deutscher Unternehmer
- Peter Schwartz (Zukunftsforscher) (* 1946), US-amerikanischer Zukunftsforscher
- Peter Schwartz (Journalist) (* 1949), US-amerikanischer Journalist
- Philipp Schwartz (Politiker) (um 1680–1747), deutscher Tabakhändler und Politiker, Bürgermeister der Pfälzer Kolonie (Magdeburg)
- Philipp Schwartz (Historiker) (1851–1908), baltischer Historiker
- Philipp Schwartz (Mediziner) (1894–1977), deutscher Pathologe

### R
- Rainer Schwartz (General) (1915–1995), deutscher Offizier, zuletzt Generalmajor der Bundeswehr
- Rainer Schwartz (* 1983), deutscher Fußballtorhüter
- Randal L. Schwartz (* 1961), US-amerikanischer Systemadministrator und Programmierer
- Raymond Schwartz (1894–1973), französischer Esperantoschriftsteller und Bankdirektor
- Reinhold Schwartz (1880–1967), österreichischer Arzt, Naturheil- und Fastenpionier
- Richard Schwartz (Ingenieur), US-amerikanischer Ingenieur, an der Entwicklung von GPS beteiligt
- Richard Schwartz (Schriftsteller) (* 1958), deutscher Schriftsteller
- Richard C. Schwartz (* 1949), amerikanischer systemischer Familientherapeut, Universitätsdozent und Autor
- Richard Evan Schwartz (* 1966), US-amerikanischer Mathematiker
- Richie Schwartz (1941–2019), US-amerikanischer Bridge-Spieler
- Rolf Schwartz (* 1951/52), deutscher Unternehmensgründer
- Rolf Dietrich Schwartz (1940–2019), deutscher Journalist
- Ronnie Schwartz (* 1989), dänischer Fußballspieler
- Rudolf Schwartz (1859–1935), deutscher Musikwissenschaftler und Bibliothekar
- Rudolf Schwartz (Verleger) (1865–1943), deutscher Buchhändler und Verleger
- Rylan Schwartz (* 1990), deutsch-kanadischer Eishockeyspieler

### S
- Scott Schwartz (Scott R. Schwartz; * 1968), US-amerikanischer Schauspieler und Filmregisseur
- Scott L. Schwartz (1959–2024), US-amerikanischer Schauspieler, Stuntman, Regisseur, Drehbuchautor und Produzent
- Seth Schwartz (* 1959), US-amerikanischer Althistoriker
- Seymour Schwartz (1928–2020), US-amerikanischer Mediziner
- Shalom H. Schwartz (* 1962), US-amerikanisch-israelischer Sozialpsychologe
- Sherwood Schwartz (1916–2011), US-amerikanischer Fernsehproduzent und Drehbuchautor
- Simon Schwartz (* 1982), deutscher Comiczeichner und -autor
- Sirka Schwartz-Uppendieck (* 1965), deutsche Kirchenmusikerin, Organistin und Pianistin
- Sophia Schwartz (* 1990), US-amerikanische Freestyle-Skisportlerin
- Stefan Schwartz (1851–1924), österreichischer Bildhauer und Medailleur
- Stefan Schwartz (Maler) (1927–1998), ungarisch-schweizerischer Maler, Grafiker und Illustrator
- Stephan Schwartz (* 1951), deutscher Schauspieler und Synchronsprecher
- Stephen Schwartz (Mediziner) (1942–2020), US-amerikanischer Pathologe
- Stephen Schwartz (* 1948), US-amerikanischer Komponist und Autor

### T
- Theo Schwartz, Pseudonym von Michael Czernich (1946–2016), deutscher Lektor und Kinderbuchautor
- Theodor Schwartz (Staatsrat) (1810–1876), deutscher Verwaltungs- und Ministerialbeamter und Parlamentarier des Fürstentums Schwarzburg-Rudolstadt
- Theodor Schwartz (1841–1922), deutscher Gewerkschafter und Politiker (SPD)
- Theodor Schwartz (Unternehmer) (1870–1946), deutscher Fabrikant
- Theodor Karl Schwartz (1813–1892), preußischer Generalmajor
- Thomas Schwartz (* 1964), deutscher katholischer Theologe und Fernsehmoderator
- Thomas A. Schwartz (* 1945), US-amerikanischer Armee-General im Ruhestand
- Thornell Schwartz (1927–1977), US-amerikanischer Jazzgitarrist
- Tim Schwartz (* 1987), deutscher Basketballspieler
- Tobias Schwartz (* 1976), deutscher Schriftsteller
- Tony Schwartz (1923–2008), US-amerikanischer Politikberater
- Tony Schwartz (Autor) (* 1952), US-amerikanischer Journalist und Ghostwriter

### V
- Vanessa Schwartz (* 1969/70), chilenisch-kanadische Animatorin

### W
- Walter Schwartz (Maler) (1889–1959), dänischer Maler und Kunsthistoriker
- Walter Schwartz (Unternehmer) (1911–2010), deutscher Textilunternehmer
- Walter Schwartz (Chemiker) (1931–1998), deutscher Chemiker und Hochschullehrer
- Walter Schwartz (Verleger) (1944–2015), deutscher Verleger, Herausgeber, Stiftungs- und Bibliotheksgründer
- Werner Schwartz (Unternehmer) (1830–1915), deutscher Unternehmer
- Werner Schwartz (Islamwissenschaftler) (* 1950), deutscher Islamwissenschaftler, Herausgeber und Übersetzer
- Wilhelm Schwartz (Philologe) (1821–1899), deutscher Philologe, Erzählforscher und Schriftsteller
- Wilhelm Schwartz (1864–1919), deutsch-baltischer Pastor und Märtyrer, siehe Moritz Wilhelm Paul Schwartz
- Wilhelm Schwartz (General) (1891–1964), deutscher Generalmajor
- Wilhelm Schwartz (Mikrobiologe) (1896–1987), deutscher Botaniker, Mikrobiologe und Hochschullehrer
- William J. Schwartz (William Joseph Schwartz; * 1950), US-amerikanischer Neurologe und Hochschullehrer
- Wolfgang Schwartz (um 1871–1914), deutscher Offizier und Resident in Adamaua
- Wolfgang Schwartz (General) (1872–1945), deutscher Generalmajor
- Wolfgang Schwartz (Maler) (1923–2010), deutscher Maler und Grafiker
- Wolfgang Schwartz (Theologe) (* 1949), deutscher katholischer Theologe und Geistlicher

### Y
- Yossef Schwartz (* 1965), israelischer Religionsphilosoph und Hochschullehrer